# أندرو روس (عالم اجتماع)
أندرو روس (بالإنجليزية: Andrew Ross) هو عالم اجتماع بريطاني، ولد في 1956. وهو أستاذ التحليل الاجتماعي والثقافي في جامعة نيويورك (NYU). ألّف وحرّر العديد من الكتب، وكتب مقالات في نيويورك تايمز والغارديان وذا نيشن ونيوزويك والجزيرة. تتركز معظم كتاباته حول قضايا العمل والبيئة الحضرية وتنظيم العمل، بدءاً من عالم الأعمال والتقنيات المتقدمة في الغرب وصولاً إلى أوضاع العمالة الخارجية في الجنوب العالمي. ويستعين في كتاباته بالنظرية الاجتماعية وبالأنثروبولوجيا التطبيقية، متسائلاً عن الكلفة البشرية والبيئية للنمو الاقتصادي.

## الحياة والتعليم
وُلِد روس وتلقّى تعليمه في الأراضي المنخفضة باسكتلندا. وبعد تخرّجه في جامعة أبردين عام 1978، عمل في حقول النفط في بحر الشمال. حصل على درجة الدكتوراه من جامعة كِنت في كانتربري عام 1984. انضم إلى الهيئة التدريسية في جامعة برينستون عام 1985، وغادرها عام 1993 ليتولى منصب مدير برنامج الدراسات العليا في الدراسات الأمريكية بجامعة نيويورك. حصل على زمالة غوغنهايم في الفترة 2001–2002، وشغل مناصب بحثية في جامعة كورنيل وجامعة شنغهاي.

## الكتابة المبكّرة
نُشرت أطروحته للدكتوراه حول الشعر الأمريكي الحديث بعنوان إخفاق الحداثة عام 1986. وقد أسهمت عدة كتب لاحقة له — منها لا احترام: المثقفون والثقافة الشعبية، وطقس غريب: الثقافة والعلم والتكنولوجيا في عصر الحدود، ونظرية العصابات في شيكاغو: دين الطبيعة تجاه المجتمع — في ترسيخ سمعته كأحد أبرز الممارسين في دراسات الثقافة، ولا سيما في مجالات الثقافة الشعبية، والبيئة، وتاريخ التكنولوجيا.

## الكتابة اللاحقة
اتجهت كتاباته بشكل متزايد نحو علم الاجتماع الحضري، وقضايا العمل، وتنظيم بيئة العمل. وبصفته باحثاً وناشطاً مرتبطاً بحركة مناهضة «ورش العرق»، نشر كتاب لا عرق: الموضة، والتجارة الحرة، وحقوق عمّال صناعة الملابس عام 1998، وكتاب أجر منخفض، مكانة عالية: الدفع العالمي نحو العمل العادل عام 2002. وفي عام 1997، أقام لمدة عام في بلدة «سيليبريشن» الجديدة التي أنشأتها شركة ديزني في ولاية فلوريدا، وكتب يوميات سيليبريشن المستندة إلى ملاحظاته بالمشاركة لحياة سكان البلدة، والتي عُدّت أول دراسة إثنوغرافية لمجتمع ينتمي إلى حركة «العمرانية الجديدة».